# کروماتوگرافی مایع–طیف‌سنجی جرمی
کروماتوگرافی مایع–طیف‌سنجی جرمی (LC–MS) یک تکنیک در شیمی تجزیه است که قابلیت‌های جداسازی فیزیکی کروماتوگرافی مایع (یا HPLC) را با قابلیت‌های آنالیز طیف‌سنجی جرمی (MS) ترکیب می‌کند. روش‌های ترکیبی کروماتوگرافی - MS در تجزیه و تحلیل نمونه‌های شیمیایی محبوب هستند زیرا موجب هم افزایی قابلیت‌های فردی هر تکنیک می‌شود. در حالی که کروماتوگرافی مایع مخلوط‌هایی را با اجزای متعدد جدا می‌کند، طیف‌سنجی جرمی اطلاعات طیفی را ارائه می‌دهد که ممکن است به شناسایی (یا تأیید هویت مشکوک) هر جزء جدا شده کمک کند. طیف‌سنجی جرمی نه تنها روشی حساس است، بلکه تشخیص انتخابی را فراهم می‌کند و نیاز به جداسازی کامل کروماتوگرافی را برطرف می‌کند. LC-MS همچنین به دلیل پوشش خوب طیف وسیعی از مواد شیمیایی برای متابونومیکس مناسب است. این تکنیک می‌تواند برای تجزیه و تحلیل ترکیبات بیوشیمیایی، آلی و معدنی که معمولاً در نمونه‌های پیچیده با منشأ زیست‌محیطی و زیستی یافت می‌شود، استفاده شود؛ بنابراین، LC-MS ممکن است در طیف گسترده‌ای از صنایع از جمله زیست‌فناوری، کنترل شرایط محیطی، فرآوری مواد غذایی، صنایع دارویی، صنایع کشاورزی و صنایع آرایشی و بهداشتی استفاده شود. از اوایل دهه ۲۰۰۰، LC-MS (یا به‌طور خاص LC-MS-MS) نیز شروع به استفاده در کاربردهای بالینی کرده‌است.

## همچنین ببینید
- کروماتوگرافی گازی–طیف‌سنجی جرمی

## جهت مطالعه
- Thurman, E. M.; Ferrer, Imma (2003). Liquid chromatography/mass spectrometry, MS/MS and time of flight MS: analysis of emerging contaminants. Columbus, OH: American Chemical Society. ISBN 978-0-8412-3825-1.
- Ferrer, Imma; Thurman, E. M. (2009). Liquid chromatography-Time of Flight Mass Spectrometry: Principles, Tools and Applications for Accurate Mass Analysis. New York, NJ: Wiley. ISBN 978-0-470-13797-0.
  - McMaster, Marvin C. (2005). LC/MS: a practical user's guide. New York: John Wiley. ISBN 978-0-471-65531-2.
  - Yergey, Alfred L. (1990). Liquid chromatography/mass spectrometry: techniques and applications. New York: Plenum Press. ISBN 978-0-306-43186-9.